# Ameryka (powieść)

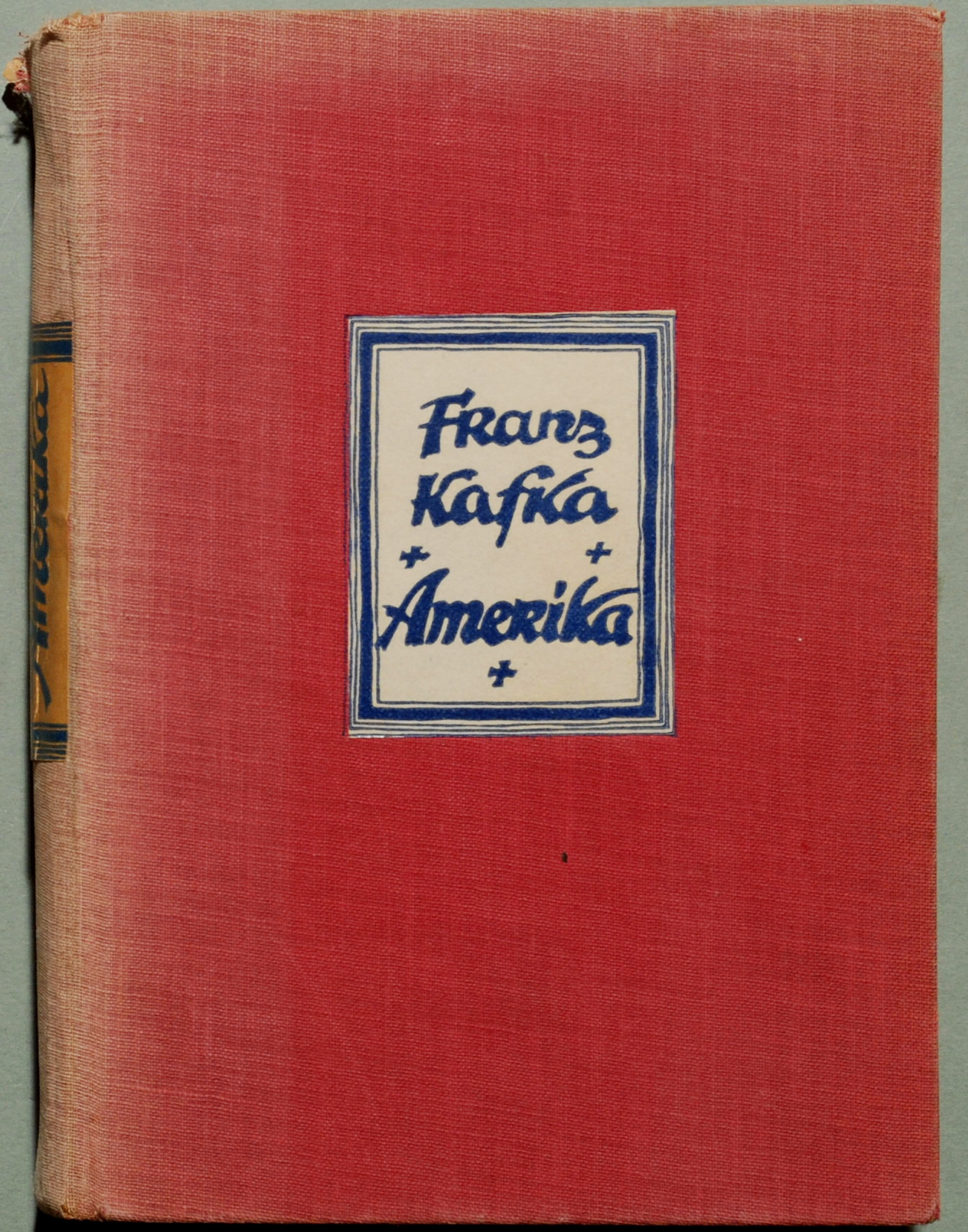
Egzemplarz pierwszej edycji powieści Ameryka (1927)

Ameryka – nieukończona powieść Franza Kafki.
Tytuł został nadany przez Maxa Broda, najbliższego przyjaciela Kafki i wydawcę jego dzieł. Prawidłowy tytuł, pojawiający się kilkakrotnie w Dziennikach i listach Kafki, to Zaginiony (niem. Der Verschollene).
Prace nad powieścią Kafka rozpoczął w 1911 i kontynuował je z przerwami do 1914 roku. Za życia Kafki ukazał się tylko pierwszy rozdział Palacz (niem. Der Heizer, w 1913 roku w wydawnictwie Kurt Wolff).
W powieści tej przedstawione są przygody nastoletniego Karla Rossmana, który wysłany został przez rodziców do Ameryki, za karę za to, że ich służąca zaszła z nim w ciążę. Inspiracją Kafki do napisania tej książki były w pierwszej linii książka podróżnicza Arthura Holitschera oraz różnorakie i często ukazujące się wówczas w gazetach praskich artykuły o Nowym Świecie.
Na podstawie powieści powstała opera Ameryka Romana Haubenstocka-Ramatiego, której premiera odbyła się w 1966 roku.